# S-wave 1st Present
《S-wave 1st Present》是韓國人氣男子組合SS501老么金亨俊，2010年12月22日於日本推出，由Splus企劃、Swave E&t發行的現場專輯。

## 概述
- 此專輯為亨俊與前東家DSP Media合約到期轉簽Splus公司後於日本的首場公開演出。即Splus公司在2010年9月7日下午宣佈09月20日金亨俊將會出席在日本橫濱舉行的「宋承憲2010粉絲見面會SH & Asto JAPAN」，作為特別嘉賓擔任開場演出的表演。[1]
- 官方FANCLUB優待訂購時間為2010年9月28日～2010年10月28日，特別優待價格￥1,050(含稅)，會員一人只限購一份。2010年12月31日發售。[2]非會員購買價格￥3,990，發行日2010年12月22日。[3]
- 內容包含CD (共兩曲)、DVD (長度約九十分鐘)、寫真冊(一本共28頁)。

## 收錄曲目
【CD】
1. GIRL 〔三分十九秒〕
  - 作詞：RADO, Kim Na Young；作曲 / 編曲：RADO
  - 收錄於2011年3月8日由Splus企劃/CJ E&M發行的韓國首張個人迷你專輯《My Girl》內。
2. Hwasung Namja, Keumsung Yeoja (火星男　金星女)(Feat. MIRU) 〔四分零七秒〕
  - 作詞 / 作曲 / 編曲：Minuki
  - 2009年4月9日由Sbscontentshub企劃/發行的韓國單曲《火星男　金星女》。

【DVD】SWAVE 1st Presents GIRL
1. 金亨俊訪日全紀錄～公開視頻; 後台花絮等
2. 新加坡粉絲見面會紀實
3. 活動花絮

## 發行歷史
| 版本   | 型號     | 售價    | 地區 | 發行日期       | 發行商    | 形式   | 制式 | 備註                   |
| ------ | -------- | ------- | ---- | -------------- | --------- | ------ | ---- | ---------------------- |
| 日本盤 | XQJV1002 | ￥3,990 | 日本 | 2010年12月22日 | Swave E&t | CD+DVD | NTSC | 封入特典: 寫真集(28頁) |

## 外部連結
- SS501's official site
- 金亨俊韓國官方網站
- （日語）金亨俊日本官方網站（页面存档备份，存于）